# Vrchy (Českomoravská vrchovina)
Vrchy jsou vrchol v České republice ležící v Českomoravské vrchovině.

## Poloha
Vrchy se nacházejí mezi obcemi Křtěnov a Prosetín asi 10 kilometrů východně od Bystřice nad Pernštejnem a asi 9 kilometrů severozápadně od Kunštátu. Vrch se nachází na území Přírodního parku Svratecká hornatina.

## Vodstvo
Svahy Vrchů jsou odvodňovány dvěma levými přítoky Svratky. Západní svah odvodňuje Tresenský potok, východní pak říčka Hodonínka.

## Vegetace
Vrcholová partie je porostlá loukou, díky čemuž je odsud umožněn daleký kruhový rozhled. Na svazích se střídají louky, pole a pásy křovin. Významnější lesní porost se zde nevyskytuje. V nevelké vzdálenosti severně od vrcholu se na kamenném snosu nachází přírodní památka Kocoury.

## Komunikace a stavby
Přímo na vrcholu se nachází radiokomunikační převáděč, díky čemuž jsou Vrchy zdaleka rozlišitelné. Svahy jsou obsluhovány polními cestami různé kvality, z nichž jedna je ze severní strany přivedena k vrcholu. V nevelké vzdálenosti od něj v západním svahu se nachází komín staré cihelny. Kolem něj a kolem zarůstajících nepoužívaných hlinišť je vedena po další polní cestě žlutě značená trasa KČT 7505 z Prosetína do Olešnice.